# اموزوک دو موتا
اموزوک دو موتا (به اسپانیایی: Amozoc de Mota) یک منطقهٔ مسکونی در مکزیک است که در پوئبلا واقع شده‌است.